# Życie i myśli JW Pana Tristrama Shandy
Życie i myśli JW Pana Tristrama Shandy, w skrócie Tristram Shandy (ang. The Life and Opinions of Tristram Shandy, Gentleman) – dziewięciotomowa powieść Laurence’a Sterne’a, opublikowana w latach 1759–1767. Zyskała spory rozgłos, szczególnie dzięki postawie tytułowego bohatera.
Narratorem książki jest występujący w tytule Tristram Shandy, który próbuje napisać autobiografię. Według niego samego jest on urodzonym pechowcem. Został spłodzony w nieodpowiednim momencie, jego imię jest wynikiem nieporozumienia – miał się nazywać Trismegistos. Z kolei imię Tristram – według teorii jego ojca – naznacza nieszczęściem dziecko już w momencie urodzenia. Dodatkowo w czasie narodzin zmiażdżono mu nos, który nie zrósł się tak jak należy, a jako kilkulatek został przypadkowo obrzezany. Oprócz Tristrama i jego rodziców, inną ważną postacią jest jego wuj Toby, kontuzjowany weteran wojenny. Wspólnie ze służącym Trimem, swym dawnym ordynansem, rekonstruuje na przydomowym trawniku przebieg najważniejszych bitew swej epoki. W końcowych tomach zostają opisane jego miłosne starania o wdowę Wadman. Znaczącą rolę w utworze pełnią także służąca Susannah, doktor Slop oraz pastor Yorick.
Dla Tristrama próba opisania swego życia kończy się niepowodzeniem. Dociera do wczesnego dzieciństwa, w utrzymaniu należytego porządku czasowego przeszkadzają mu liczne dygresje (np. natury filozoficznej), anegdoty i powtórzenia. To one stanowią większość książki, ponieważ jej oś fabularna jest szczątkowa i ogranicza się do kilku wydarzeń z życia tytułowego bohatera i jego najbliższych krewnych. Ponadto jedna z części została poświęcona podróży do Francji. W tekście pojawiają się obrazki oraz inne elementy graficzne, a narrator często zwraca się wprost do czytelnika. Opowieści głównego bohatera często są rubaszne, choć nieprzyzwoitości zostały wykropkowywane.
Sam Sterne przyznawał się do wpływu François Rabelais’go i jego cyklu Gargantua i Pantagruel. Anglik w swoim utworze wspomina również Don Kichota Miguela Cervantesa. W tekście powieści pojawiają się także liczne ukryte cytaty oraz parafrazy, zaczerpnięte np. z dzieł Francisa Bacona czy Roberta Burtona.